# Jemeljan Pugatjov
Jemeljan Ivanovitj Pugatjov (russisk: Емельян Иванович Пугачёв; født ca. 1742, død 21. januar (jul.)/10. januar (greg.) 1775) var en ataman blandt Uralkosakkerne og leder af Pugatjovopstanden, en stor folkelig opstand i det Det Russiske Kejserrige under Katarina den Stores regeringstid.
Som søn af en donkossak godsejer tjente Pugatjov i den kejserlige russiske hær under Syvårskrigen og Den russisk-tyrkiske krig (1768-1774). I 1770 deserterede han fra hæren og tilbragte flere år som flygtning, hvor han vandt popularitet blandt bønderne, kosakkerne og gammeltroende, blandt hvilket der var udbredt utilfredshed. I 1773 indledte han åbent oprør mod Katarina og regeringen. Pugatjov hævdede at være Katarinas afdøde mand Zar Peter 3. og proklamerede en ende på livgenskabet i Rusland og samlede en stor hær. Hans styrker opnåede hurtigt kontrol med en stor del af området mellem Volga og Uralbjergene, og i 1774 erobrede de Kazan og brændte byen ned til grunden.
I august 1774 påførte general Johann von Michelsohnen oprørerne et knusende nederlag ved Tsaritsyn. Pugatjov blev kort efter taget til fange af sine egne kosakker og overgivet til myndighederne. Han blev derefter sendt til Moskva og henrettet i januar 1775.

## Eftermæle i litteratur og film
Aleksandr Pusjkin skrev en bemærkelsesværdig historie om oprøret, Historien om Pugatjov, og fortalte om begivenhederne under opstanden i sin roman Kommandantens Datter (1836).
Pugatjovs liv er omdrejningspunktet i de sovjetiske film Pugatjov (1937) og Jemeljan Pugatjov (1978).